# Stazione di Valmontone
Stazione di Valmontone vasútállomás Olaszországban, Valmontone településen.

## Vasútvonalak
Az állomást az alábbi vasútvonalak érintik:
- Róma–Cassino–Nápoly-vasútvonal

## Kapcsolódó állomások
A vasútállomáshoz az alábbi állomások vannak a legközelebb:
- Stazione di Colleferro-Segni-Paliano (Stazione di Cassino, FL6)
- Stazione di Labico (Stazione di Roma Termini, FL6)